# Frea marshalli
Frea marshalli är en skalbaggsart som beskrevs av Stefan von Breuning 1935. Frea marshalli ingår i släktet Frea och familjen långhorningar.
Artens utbredningsområde är Kenya. Inga underarter finns listade i Catalogue of Life.